# Don Ho
Donald Tai Loy (Don) Ho (Kaka'Ako, 13 augustus 1930 – 14 april 2007) was een Hawaïaanse muzikant, acteur en zanger.
Zijn eerste album heet 'Don Ho Show' in 1965. In 1966 volgde een tweede album, 'Don Ho Again(live)'. Daarop staat ook de hit "Tiny Bubbles". Ook scoorde hij met "Pearly Shells" een hit. Op televisie had hij gastrolletjes in televisieseries als 'I dream of Jeanny', 'The Brady Bunch', 'Sanford en Son', 'Charlie's Angels' en 'Fantasy Island'.
Hij overleed op 76-jarige leeftijd aan een hartaanval op Hawaï.
- Bibliothèque nationale de France: cb14187281m (data)
- Gemeinsame Normdatei: 135255457
- International Standard Name Identifier: 0000 0000 5517 3989
- Library of Congress Control Number: n94106255
- MusicBrainz: 0c75e217-8790-432a-81d6-f49c7617e148
- SNAC: w60603x7
- Système universitaire de documentation: 221077057
- Virtual International Authority File: 37126623
- WorldCat: E39PBJxcYyp39kTbKQqP7Wyrv3